# Cora (Volk)
Die Cora sind eine indigene Ethnie im westlichen Mexiko, die in der Sierra de Nayarit und der La Mesa de Nayar in den mexikanischen Bundesstaaten Jalisco und Nayarit lebt. Sie selbst nennen sich náayarite (plural; náayari singular), und gaben dem heutigen Bundesstaat so seinen Namen. In der Volkszählung im Jahr 2000 wurden 24.390 Personen gezählt, die Mitglieder eines Cora-sprechenden Haushalts (Definition: mindestens ein Elternteil oder Älterer spricht Cora) waren. Von diesen 24.390 Personen sprechen 67 % (16.357) Cora, 17 % sprechen kein Cora, die verbleibenden 16 % machten keine Angaben.
Die Cora bauen Mais, Bohnen, Amarant an und züchten Vieh.

## Geschichte
Die Cora wurden im 16. Jahrhundert durch den spanischen Conquistador Nuño de Guzmán aus ihren angestammten Gebieten vertrieben und leben gegenwärtig in einem deutlich kleineren Gebiet.

## Sprache
Die Sprache der Cora gehört zum Corachol-Zweig der Uto-Aztekischen Sprachfamilie. Sie hat zwei Dialekte: El Nayar wird im Osten gesprochen, Santa Teresa im Westen.

## Religion
Die Religion der Cora ist ein Synkretismus, der die Religion vor der spanischen Eroberung mit dem Katholizismus verbindet.
Die alte Religion der Cora hat drei Hauptgottheiten: 
- Oberste Gottheit ist der Sonnengott Tayau („Unser Vater“). Er reist tagsüber über den Himmel und sitzt mittags auf seinem goldenen Thron. Wolken sind der Rauch seiner Pfeife. In früheren Zeiten waren die Priester des Tayau, die tonatí, die höchste Autorität der Cora.
- Tetewan (auch: Hurima oder Nasisa), Tayaus Frau, ist die Gottheit der Unterwelt und mit dem Mond, dem Regen und dem Westen assoziiert.
- Sautari („Der Blumenpflücker“, auch: Hatsikan („Großer Bruder“), Tahás oder Ora), Sohn von Tayau und Tetewan, wird mit Mais und dem Nachmittag assoziiert. Im Synkretismus wird er auch mit Jesus Christus assoziiert.